# Договори про дружбу, співпрацю та взаємну допомогу Росії з ДНР та ЛНР
Договір про дружбу, співпрацю та взаємну допомогу між Росією та «Донецькою Народною Республікою» та Договір про дружбу, співпрацю та взаємну допомогу між Росією та «Луганською Народною Республікою» — угоди між Російською Федерацією та її маріонетковими квазідержавними утвореннями «Донецька Народна Республіка» та «Луганська Народна Республіка», що були підписані 21 лютого та набули чинності 25 лютого 2022 року. Ці «угоди» стали обґрунтуванням для повномасштабного вторгнення Росії в Україну, яке розпочалося 24 лютого 2022 року. Укладені терміном на 10 років і передбачають співпрацю в галузі зовнішньої політики, взаємодію у справі зміцнення миру, підвищення стабільності та безпеки, а також у справі захисту суверенітету та територіальної цілісності.

## Історія
21 лютого 2022 року президентом Росії Володимиром Путіним було визнано незалежність маріонеткових держав Донецької та Луганської Народних Республік. Офіційним представником президента Росії у Державній Думі з питань укладання договорів з «республіками» був призначений заступник міністра закордонних справ Андрій Руденко.
22 лютого 2022 року договори були ратифіковані Росією і, «одноголосно», обома «республіками». Церемонія обміну ратифікаційними грамотами між Росією та квазідержавами відбулася в МЗС Росії 25 лютого.

## Зміст
Відповідно до положень «договорів», сторони будуватимуть відносини на основі «взаємної поваги державного суверенітету та територіальної цілісності, мирного врегулювання суперечок та незастосування сили чи загрози силою, включаючи економічні та інші способи тиску». Крім цього, документи визначають, що сторони тісно співпрацюватимуть у галузі зовнішньої політики. Сторони проводитимуть консультації «з метою забезпечення спільної оборони, підтримки миру та взаємної безпеки». «У ході цих консультацій визначатиметься необхідність, види та розміри допомоги, яку одна сторона надасть іншій стороні з метою сприяння усуненню загрози, що виникла», — йдеться в тексті.